# Damnatz
Damnatz település Németországban, azon belül Alsó-Szászország tartományban. Lakosainak száma 313 fő (2023. december 31.).

## Népesség
A település népességének változása:
| Lakosok száma | 301  | 284  | 291  | 308  | 316  | 313  |
|               | 2016 | 2017 | 2019 | 2021 | 2022 | 2023 |